# 콘스탄틴 로코솝스키
콘스탄틴 콘스탄티노비치 로코솝스키(러시아어: Константин Константинович Рокоссовский, 폴란드어: Konstanty Rokossowski, 1896년 12월 21일 ~ 1968년 8월 3일)은 제2차 세계 대전 당시 소련의 군인이었다. 전후에는 폴란드 국방장관과 부총리 소련 국방차관을 지냈다.